# Augusto Heleno
Augusto Heleno Ribeiro Pereira (Curitiba, 29 de octubre de 1947) es un general de la Reserva del Ejército de Brasil. Fue Ministro de Estado Jefe del Gabinete de Seguridad Institucional de la Presidencia de Brasil durante la gestión de Jair Bolsonaro entre el 1 de enero de 2019 y 1 de enero de 2023.
Fue el primer comandante brasileño de la Misión de Estabilización de las Naciones Unidas en Haití (2004-2005) y estuvo a cargo del Comando Militar de la Amazonia (2007-2008).

## Biografía

### Carrera militar
Inició su carrera como cadete en 1966, en la Academia Militar das Agulhas Negras. Se graduó aspirante a oficial de caballería en 1969,  siendo el primer colocado de su promoción. Fue también el primer colocado de su clase de caballería en la Escuela de Perfeccionamiento de Oficiales (ESAO) y en la Escola de Comando e Estado-Maior do Exército (ECEME), recibiendo por ello la medalla Marechal Hermes de plata dorada con tres coronas.
En el puesto de mayor, integró la misión militar brasileña de instrucción en Paraguay. Como coronel, comandó la Escuela Preparatoria de Cadetes del Ejército (EsPCEx), en Campinas, y fue agregado militar de la Embajada de Brasil en París, acreditado también en Bruselas. Como oficial general, fue comandante de la 5.ª Brigada de Caballería Blindada y del Centro de Capacitación Física del Ejército, jefe del Centro de Comunicación Social del Ejército y del Gabinete del Comandante del Ejército.
Entre junio de 2004 y septiembre de 2005, fue el primer comandante militar de la Misión de Estabilización de las Naciones Unidas en Haití (MINUSTAH), constituido por un cuerpo de 6250 cascos azules de 13 países, de los cuales siete eran latinoamericanos, de dónde fue destituido por acusaciones de violaciones, abusos y abandono de niños nacidos de estas violaciones de la tropa que comandaba.. De la misma forma que el embajador chileno Juan Gabriel Valdés, representante especial del secretario general de la ONU y jefe de la misión, y de los gobiernos de países latinoamericanos, Heleno expresó su desacuerdo con la estrategia adoptada por la comunidad internacional en relación con Haití. Fue sucedido en el cargo por Urano Teixeira da Matta Bacellar, que se suicidó en enero de 2006 en Puerto Príncipe. En 2006, Heleno dio una conferencia en la Escuela de las Américas.
Como comandante militar de la Amazonía, impugnó la política indigenista del gobierno de Lula da Silva, la cual calificó como "lamentable para no decir caótica", durante una conferencia en el Club Militar, en Río de Janeiro, en la época de la demarcación de la reserva indígena Raposa Serra do Sol. Afirmó que los indígenas "gravitan en el entorno de nuestros pelotones porque están completamente abandonados".
Su última función en el servicio activo fue la de jefe del Departamento de Ciencia y Tecnología del Ejército. El 9 de mayo de 2011, en una ceremonia en el Cuartel General del Ejército en Brasilia, pasó a la reserva. En dicha ocasión defendió el golpe de 1964.

### Años posteriores
Trabajó como consultor de seguridad y de asuntos militares en el Grupo Bandeirantes de Comunicação, colaborando con comentarios en los programas de las emisoras del grupo.
Ejerció el cargo de director de comunicación y educación corporativa del Comité Olímpico Brasileño.
El 18 de julio de 2018, circuló la noticia de que sería nominado como candidato a vicepresidente de la República, en la fórmula de Jair Bolsonaro. Heleno, ya conocía a Bolsonaro desde los años 1970 cuando entrenaba al equipo de pentatlón del Ejército en la Academia Militar das Agulhas Negras, donde lo tuvo de cadete.
Heleno negó la candidatura, por no ser de interés de su partido, aunque continuó apoyando la candidatura de Bolsonaro a la Presidencia. Tras el triunfo del entonces diputado federal en la segunda vuelta, fue anunciado su nombramiento como Ministro de Defensa. Pero posteriormente se anunció su nombramiento al frente del Gabinete de Seguridad Institucional.
En noviembre de 2024 fue acusado por la Policía Federal brasileña junto a 36 personas más, entre los que se encontraban Jair Bolsonaro, Anderson Torres y Walter Braga Netto, por el intento de asesinato de Lula da Silva con la intención de dar un golpe de Estado.